# Morlancourt
Morlancourt és un municipi francès situat al departament del Somme i a la regió de Nord - Pas de Calais - Picardia. L'any 2007 tenia 347 habitants.

## Demografia

### Població

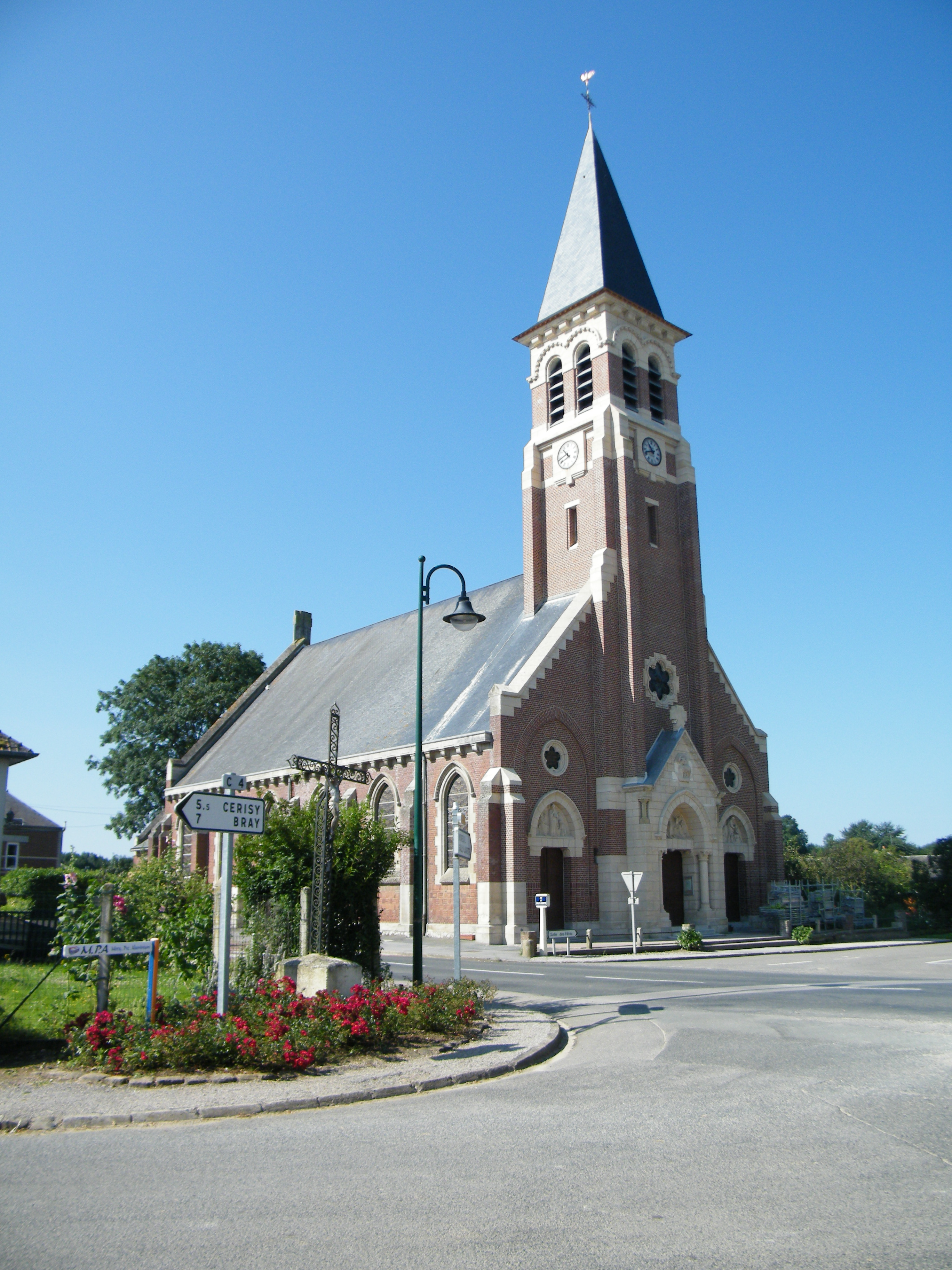

El 2007 la població de fet de Morlancourt era de 347 persones. Hi havia 148 famílies de les quals 36 eren unipersonals (20 homes vivint sols i 16 dones vivint soles), 52 parelles sense fills, 52 parelles amb fills i 8 famílies monoparentals amb fills.
La població ha evolucionat segons el següent gràfic:
Habitants censats

### Habitatges
El 2007 hi havia 166 habitatges, 147 eren l'habitatge principal de la família, 8 eren segones residències i 11 estaven desocupats. 154 eren cases i 12 eren apartaments. Dels 147 habitatges principals, 129 estaven ocupats pels seus propietaris i 18 estaven llogats i ocupats pels llogaters; 4 tenien dues cambres, 23 en tenien tres, 42 en tenien quatre i 78 en tenien cinc o més. 113 habitatges disposaven pel capbaix d'una plaça de pàrquing. A 63 habitatges hi havia un automòbil i a 68 n'hi havia dos o més.

### Piràmide de població
La piràmide de població per edats i sexe el 2009 era:
| Homes | Edats   | Dones |
| ----- | ------- | ----- |
| 0     | 95 o +  | 0     |
| 0     | 90 a 94 | 0     |
| 4     | 85 a 89 | 4     |
| 0     | 80 a 84 | 0     |
| 16    | 75 a 79 | 12    |
| 0     | 70 a 74 | 8     |
| 0     | 65 a 69 | 8     |
| 16    | 60 a 64 | 12    |
| 4     | 55 a 59 | 8     |
| 16    | 50 a 54 | 4     |
| 12    | 45 a 49 | 12    |
| 4     | 40 a 44 | 12    |
| 12    | 35 a 39 | 12    |
| 16    | 30 a 34 | 12    |
| 12    | 25 a 29 | 8     |
| 8     | 20 a 24 | 12    |
| 4     | 15 a 19 | 0     |
| 8     | 10 a 14 | 12    |
| 16    | 5 a 9   | 4     |
| 16    | 0 a 4   | 0     |

## Economia

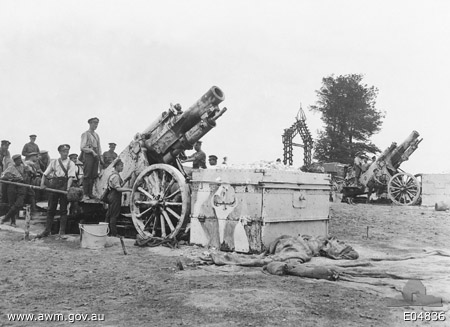

El 2007 la població en edat de treballar era de 211 persones, 169 eren actives i 42 eren inactives. De les 169 persones actives 160 estaven ocupades (91 homes i 69 dones) i 9 estaven aturades (2 homes i 7 dones). De les 42 persones inactives 21 estaven jubilades, 7 estaven estudiant i 14 estaven classificades com a «altres inactius».

### Ingressos
El 2009 a Morlancourt hi havia 149 unitats fiscals que integraven 367 persones, la mediana anual d'ingressos fiscals per persona era de 19.297 €.

### Activitats econòmiques
Dels 8 establiments que hi havia el 2007, 3 eren d'empreses de fabricació d'altres productes industrials, 2 d'empreses de construcció, 2 d'empreses de comerç i reparació d'automòbils i 1 d'una entitat de l'administració pública.
Dels 2 establiments de servei als particulars que hi havia el 2009, 1 era una lampisteria i 1 electricista.
L'any 2000 a Morlancourt hi havia 19 explotacions agrícoles que ocupaven un total de 912 hectàrees.

## Equipaments sanitaris i escolars
El 2009 hi havia una escola elemental integrada dins d'un grup escolar amb les comunes properes formant una escola dispersa.

## Poblacions més properes
El següent diagrama mostra les poblacions més properes.